# Brian White (herec)
Brian Joseph White (* 21. dubna 1975 Boston, Massachusetts) je americký herec.
Narodil se jako nejstarší ze šesti dětí do rodiny bývalého basketbalisty Jo Jo Whitea. Vystudoval Dartmouth College. S hraním začal na konci 20. století, drobnou rolí debutoval ve filmu Dohazovač. V následujících letech se objevil například ve snímcích Zmizení (2005), Základ rodiny (2005), DOA: Na život a na smrt (2006), Ve jménu krále (2007), 12 kol (2009), Život je boj (2009) či Chata v horách (2012). V televizi působil mimo jiné v seriálech Spyder Games (2001), Policejní odznak (2003–2008), Second Time Around (2004–2005), Za svitu měsíce (2007–2008), Men of a Certain Age (2009–2011), Kráska a zvíře (2012–2013) a Hostages (2013–2014).